# Chassalia lanceolata
Chassalia lanceolata är en måreväxtart som först beskrevs av Jean Louis Marie Poiret, och fick sitt nu gällande namn av Auguste Jean Baptiste Chevalier. Chassalia lanceolata ingår i släktet Chassalia och familjen måreväxter.
Artens utbredningsområde är Mauritius.

## Underarter
Arten delas in i följande underarter:
- C. l. lanceolata
- C. l. latifolia